# Pidisjärvi
Pidisjärvi är en sjö i Finland. Den ligger i kommunen Nivala i landskapet Norra Österbotten, i den centrala delen av landet, 400 km norr om huvudstaden Helsingfors. Pidisjärvi ligger 69,1 meter över havet. Arean är 3,35 kvadratkilometer och strandlinjen är 11,65 kilometer lång. Sjön  ingår i Kalajoki älvs huvudavrinningsområde.   Trakten runt Pidisjärvi består till största delen av jordbruksmark.
Följande samhällen ligger vid Pidisjärvi:
- Nivala (10 610 invånare)